# تیلان بلوندو
تیلان بلوندو (فرانسوی: Thylane Blondeau‎؛ زادهٔ ۵ آوریل ۲۰۰۱) یک مانکن و هنرپیشه اهل فرانسه است.
او مدل لباس‌های طراحی شده توسط ژان پل گوتیه و تامی هایلفیگر و دولچه و گابانا بوده و از سال ۲۰۱۷ میلادی، سفیر شرکتِ لورئال است و عکس‌هایش نخستین بار در سن ۱۰ سالگی در مجلهٔ وُگِ کودکان چاپ شد.